# إس كيه جروب
 تعتبر اس كيه جروب (الكورية: SK 그룹، 에스케이 그룹) ثالث أكبر مجموعة (تشايبول) في كوريا الجنوبية. تتكون مجموعة اس كيهمن 95 شركة فرعية تشترك في العلامة التجارية (اس كيه) وثقافة إدارة المجموعة باسم (نظام إدارة SK). غيرت اسمها من سونكيونج جروب (الكورية: 선경 그룹 ، هانجا: 鮮 京 그룹) لمجموعة اس كيه في عام 1997.
يعمل لدى اس كيه جروب أكثر من 70,000 موظف يعملون في 113 مكتبًا حول العالم. في حين أن أكبر شركاتها تعمل في المقام الأول في الصناعات الكيميائية والبترولية والطاقة، تمتلك اس كيه جروب أيضًا أكبر مزود لخدمات الهاتف المحمول اللاسلكية في كوريا الجنوبية، اس كيه تليكوم، وتقدم خدمات في مجالات البناء والشحن والتسويق والهاتف المحلي والإنترنت عالي السرعة والنطاق العريض اللاسلكي (ويبرو). في 20 مارس 2010، قامت (اس كيه) بتوسيع نطاق أعمالها لتشمل أشباه الموصلات من خلال دمج هاينكس في كورونا هاينكس، ثاني أكبر مصنع لأشباه الموصلات في العالم..

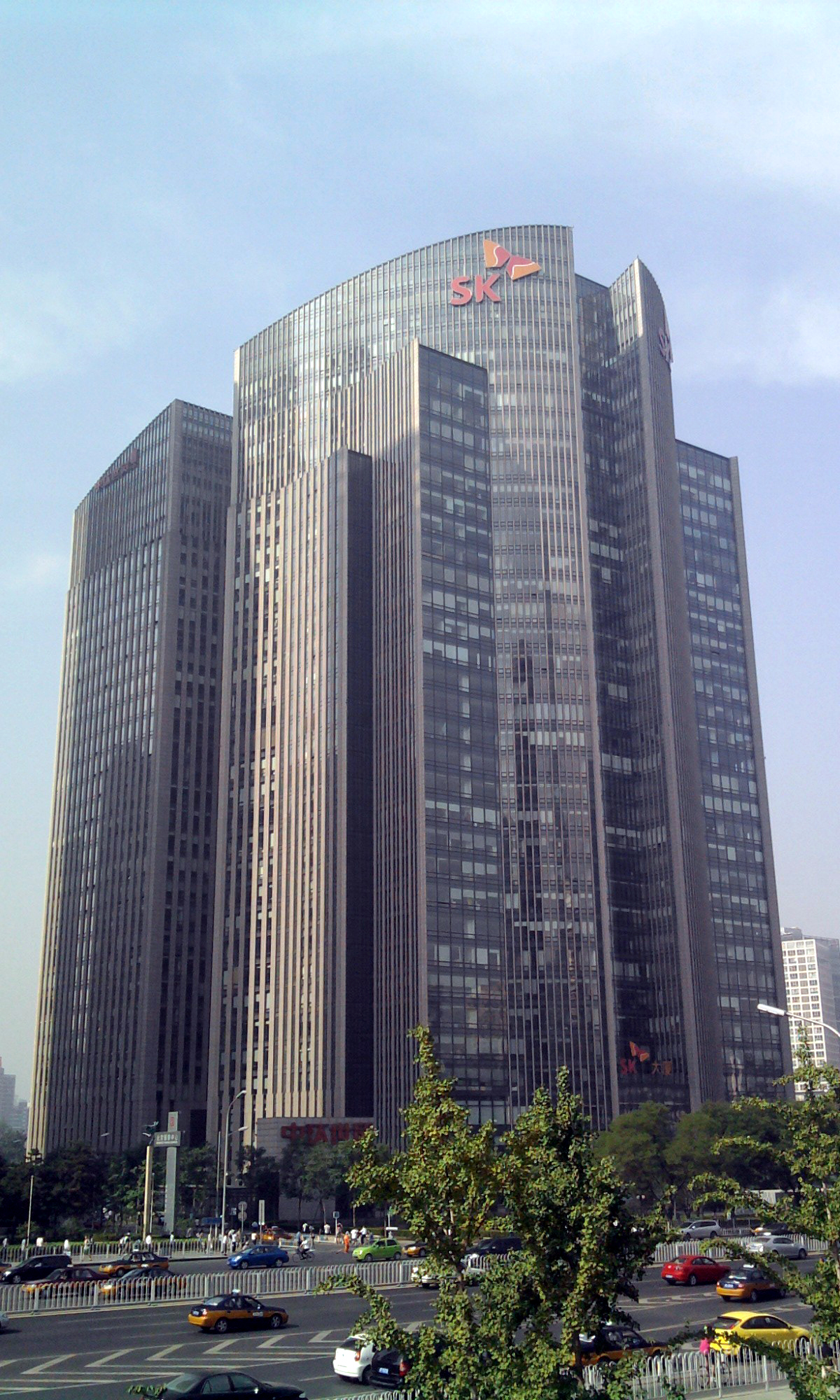
مبنى اس كيه في حي المال والأعمال ببكين

## روابط خارجية
- الموقع الرسمي